# Hays Mountains
Die Hays Mountains sind eine große Gruppe von Bergen und Berggipfeln in der antarktischen Ross Dependency. Im Königin-Maud-Gebirge überragen sie die Wasserscheide zwischen den unteren Abschnitten des Amundsen- und des Scott-Gletschers. Sie reichen von den Ausläufern des Mount Thorne im Nordwesten bis zum Mount Dietz im Südosten. 
Der US-amerikanische Polarforscher Richard Evelyn Byrd entdeckte sie bei seinem Südpolflug zwischen dem 28. und 29. November 1929 im Rahmen seiner ersten Antarktisexpedition (1928–1930). Die geologischen Mannschaften dieser und Byrds zweiter Antarktisexpedition (1933–1935) kartierten das Gebiet im Jahr 1929 bzw. 1934. Benannt sind die Berge nach Will H. Hays (1879–1954), langjähriger Präsident des Verbands der Motion Picture Producers and Distributors of America (MPPDA).